# Love (canción de John Lennon)
«Love» es una canción compuesta e interpretada por el músico británico John Lennon, publicada en el álbum de 1970 John Lennon/Plastic Ono Band.

## La canción
El tema vio por primera vez la luz en el álbum de 1970 John Lennon/Plastic Ono Band. "Love" sería publicado posteriormente en el álbum recopilatorio de 1982 The John Lennon Collection y editado como sencillo promocional de la colección. El sencillo es una remezcla del tema original, diferenciado por mantener el mismo volumen en la introducción de la canción, a diferencia de la versión original, en la que se producía un incremento progresivo del volumen.
Una toma alternativa del tema aparecería publicado en el box set de 1998 John Lennon Anthology.
La fotografía utilizada como portada del sencillo de 1982 fue tomada por la fotógrafa Annie Leibovitz en diciembre de 1980, días antes del asesinato de Lennon.
Al igual que la versión de 1982 en el Reino Unido, la versión original del álbum John Lennon/Plastic Ono Band vería la luz como sencillo en octubre de 1998 de forma exclusiva para el mercado japonés a raíz de la publicación de Lennon Legend: The Very Best of John Lennon, alcanzando el puesto #58 en las listas.

## Versiones
- The Dream Academy versionaron el tema para el álbum de 1990 A Different Kind of Weather y sería publicado como sencillo en formato CD. El sencillo incluía una sección de música hindú, diferenciable en el video musical.
- The Lettermen grabó una versión de "Love" en 1971. El sencillo entraría en los veinte primeros puestos de las listas de sencillos japoneses y alcanzaría el puesto #42 en el Billboard Hot 100.
- La canción sería versionada posteriormente por Jimmy Nail en el álbum Big River y publicada como sencillo el 8 de diciembre de 1995, coincidiendo con el decimoquinto aniversario de la muerte de Lennon.
- The Cure interpretó el tema para el álbum recopilatorio para colaborar a la campaña internacional que pretende aliviar la crisis en Darfur: Instant Karma: The Amnesty International Campaign to Save Darfur del año 2007

## Lista de éxitos

### Versión de John Lennon
| Año  | País        | Posición |
| ---- | ----------- | -------- |
| 1982 | Reino Unido | 41       |
| 1998 | Japón       | 58       |

### Versión de The Lettermen
| Año  | País           | Posición           |
| ---- | -------------- | ------------------ |
| 1971 | Japón          | 15                 |
| 1971 | Estados Unidos | 42(Hot 100) 8 (AC) |

### Versión de Jimmy Nail
| Año  | País        | Posición |
| ---- | ----------- | -------- |
| 1995 | Reino Unido | 32       |